# Mark Sylwan

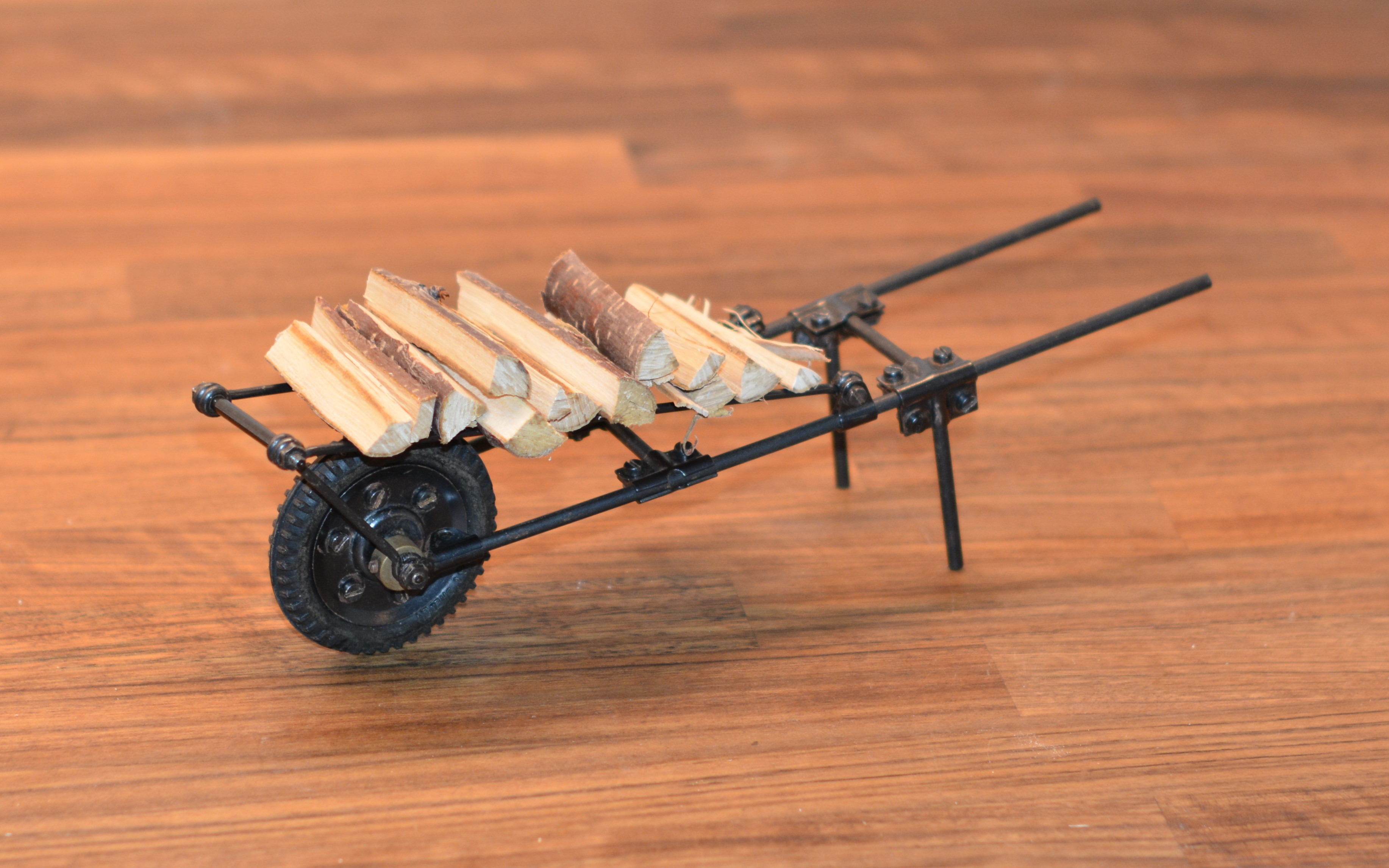
Modell av skottkärra i FAC System

Mark Christopher Sylwan, född 5 mars 1914 i Stockholm, död 7 december 1993 i Stockholm, var en svensk grafiker, tecknare, författare och uppfinnare.
Mark Sylwan var son till civilingenjören Christopher Sylwan, som var redaktör för Industritidningen Norden, och Anlis Brandstedt, som var författare och översättare.
Han utbildade sig 1932 vid Berggrens målarskola, 1933 för Otte Sköld och på Akademie der Bildenden Künste München för Olaf Gulbransson 1934–1935 samt i Paris 1936. Han genomgick också Skolan för bok- och reklamkonst 1939–1940 och var själv lärare där 1941–1942.
Senare utförde han illustrationer och satirteckningar för bland andra Dagens Nyheter, Aftontidningen, Vecko-Journalen och Svenska Dagbladet, illustrerade böcker samt formgav nya sedeltyper, bland annat 1952 tusenkronorssedeln med en stående Moder Svea och 1954 en femkronorssedel, och ett tiotal frimärken. Det första frimärket utgavs 1949 till Världspostföreningens 75-årsjubileum.  
Han grundade 1948 Skolan för grafisk formgivning tillsammans med Akke Kumlien, Iwan Fischerström och Karl-Erik Forsberg samt var också lärare där. 
Sylwan uppfann också omkring 1950 det Meccano-liknande Konstruktionssystemet FAC, som lanserades 1952.
Han är representerad vid bland annat Nationalmuseum Uppsala universitetsbibliotek och Gustaf VI Adolfs samling.
Mark Sylwan var gift fyra gånger. Han var 1942–1947 gift med målaren och tecknaren Susanne Pollak, 1948–1952 med keramikern och scenografen Gunilla Palmstierna, 1955–1973 med psykologen Hellis Breslauer (född 1927) och från 1977 med sjuksköterskan Signe Ingrid Lindström (1917–2004). Han hade i andra giftet sonen grafiske formgivaren Mikael Sylwan (född 1949).

## Priser och utmärkelser
- 1990 – Knut V. Pettersson-stipendiet